# Eugenio Sansoni
Eugenio Sansoni (Livorno, 14 febbraio 1828 – Livorno, 26 febbraio 1906) è stato un politico italiano.

## Biografia
Di professione avvocato, Sansoni fu il primo sindaco di Livorno nominato per Regio decreto nel dicembre 1865 e venne eletto deputato della X legislatura del Regno d'Italia alla seconda tornata del febbraio 1869. Ebbe nuovamente le funzioni di sindaco nell'estate del 1874 in seguito alle dimissioni di Federigo De Larderel.